# William Guldner
William Guldner, alias Theo Shall (1894-1955) est un acteur allemand. Partenaire de Greta Garbo dans Anna Christie, il tourna dans plus de 50 films entre 1920 et 1956.

## Biographie
William Guldner naît le 24 février 1894, à Metz en Lorraine, pendant l'annexion allemande. À la fin de ses études, la guerre éclate. William Guldner sert dans une unité d'artillerie de l'armée allemande. Après la défaite de 1918, Guldner décide de rester en Allemagne.
Intéressé par le théâtre et le septième art, William Guldner commence une carrière d'acteur sous le pseudonyme de « Theo Shall », nom de scène qu'il conservera tout au long de sa carrière. En 1920, il tourne sous la direction de Bruno Eichgrün. L'année suivante, il monte sur scène à Berlin. De 1924 à 1926, il joue en Autriche au Volkstheater de Vienne. En 1928, il joue en Suisse au Schauspielhaus de Zurich. En 1932, il joue à Paris, puis en Australie. En 1934, il joue au Haymarket Theatre de Londres. Le comédien s'essaie plusieurs fois à la mise en scène, fondant à Berlin, en mars 1936, le Théâtre international, spécialisé dans les pièces de théâtre en langue étrangère.
Parallèlement à sa carrière sur scène, William Guldner poursuit une carrière internationale au cinéma, tournant sans interruption de 1925 à 1955. Durant sa carrière cinématographique, Guldner tourne ainsi avec le réalisateur Michael Curtiz en 1925. Il tourne ensuite sous la direction de Jacques Feyder, Willi Wolff, Lewis Seiler, Raoul Walsh en 1931, Adolf Trotz, Maurice Sollin en 1932, Norman Lee, Bernard Vorhaus en 1934, Erich Engels en 1935, Géza von Bolváry en 1936, Fritz Kirchhoff en 1937, Richard Eichberg en 1938, Arthur Maria Rabenalt, Erich Waschneck en 1339, Karl Georg Külb, Philipp Lothar Mayring, Herbert Selpin en 1941, Karl Ritter en 1942, Veit Harlan en 1945.
Après guerre, William Guldner continue sa carrière sur scène et dans l'industrie du cinéma, notamment pour les productions de la DEFA. Il tourne ainsi avec Erich Freund en 1951, Eduard Kubat, Martin Hellberg en 1953, Gustav von Wangenheim en 1954 ou Kurt Maetzig en 1955.
William Guldner décéda le 4 octobre 1955 à Berlin-Est.

## Filmographie
- 1920 : Die Hand des Würgers
- 1922 : Das Auge des Toten
- 1924 : Was ist Liebe…?
- 1925 : Das Spielzeug von Paris
- 1928 : Befehl zur Ehe
- 1930 : Olympia
- 1931 : Die große Fahrt
- 1931 : Der Hochtourist
- 1931 : Anna Christie
- 1931 : Die Abenteurerin von Tunis
- 1932 : Fünf von der Jazzband d'Erich Engel
- 1932 : Brumes de Paris
- 1932 : Raspoutine (Rasputin, Dämon der Frauen) d'Adolf Trotz : Lieutenant Suschkoff
- 1934 : Spring in the Air
- 1935 : Ten Minute Alibi
- 1935 : Kirschen in Nachbars Garten
- 1936 : Die Entführung de Géza von Bolváry
- 1937 : Sherlock Holmes
- 1937 : Tango Notturno
- 1938 : Pour le Mérite
- 1938 : Le Tigre du Bengale (Der Tiger von Eschnapur)[7]
- 1939 : Der letzte Appell de Max W. Kimmich
- 1939 : Flucht ins Dunkel
- 1939 : Kennwort Machin
- 1940 : Achtung! Feind hört mit!
- 1940 : Les Rothschilds (Die Rothschilds')
- 1941 : Blutsbrüderschaft
- 1941 : Carl Peters
- 1941 : Les Cadets (Kadetten)
- 1941 : Hauptsache glücklich!
- 1942 : GPU
- 1942 : Geheimakte W.B. 1
- 1943 : Titanic
- 1945 : Kolberg
- 1951 : Zugverkehr unregelmäßig
- 1952 : Roman einer jungen Ehe
- 1953 : Jacke wie Hose
- 1952 : Geheimakten Solvay
- 1954 : Stärker als die Nacht
- 1954 : Der Fall Dr. Wagner
- 1954 : Gefährliche Fracht
- 1955 : Ernst Thälmann – Führer seiner Klasse
- 1955 : Hotelboy Ed Martin
- 1956 : Heimliche Ehen

## Publications
- Die Stimme Amerikas, Verl. Henschel & Sohn, Berlin, 1950.

## Sources
- Thomas Blubacher : Theo Shall. In: Andreas Kotte (Dir.): Theaterlexikon der Schweiz, vol. 3, Chronos, Zürich, 2005 (p.1681 et suiv.).
- Kay Weniger: Das große Personenlexikon des Films, vol. 7, Berlin, 2001 (p. 281).